# Виколи
Виколи (итал. Vicoli) је насеље у Италији у округу Пескара, региону Абруцо.
Према процени из 2011. у насељу је живело 148 становника. Насеље се налази на надморској висини од 448 м.

## Становништво
| 1931. | 1936. | 1951. | 1961. | 1971. | 1981. | 1991. | 2001. | 2011. |
| ----- | ----- | ----- | ----- | ----- | ----- | ----- | ----- | ----- |
| 1.078 | 1.118 | 1.159 | 1.011 | 741   | 546   | 453   | 445   | 396   |